# 珍妮弗·多尔
珍妮弗·多尔（英語：Jennifer Dore，1971年12月19日—），美国女子赛艇运动员。她曾代表美国参加世界赛艇锦标赛，获得一枚金牌和三枚银牌。她也曾参加1996年和2000年夏季奥林匹克运动会。